# Quirino Majorana

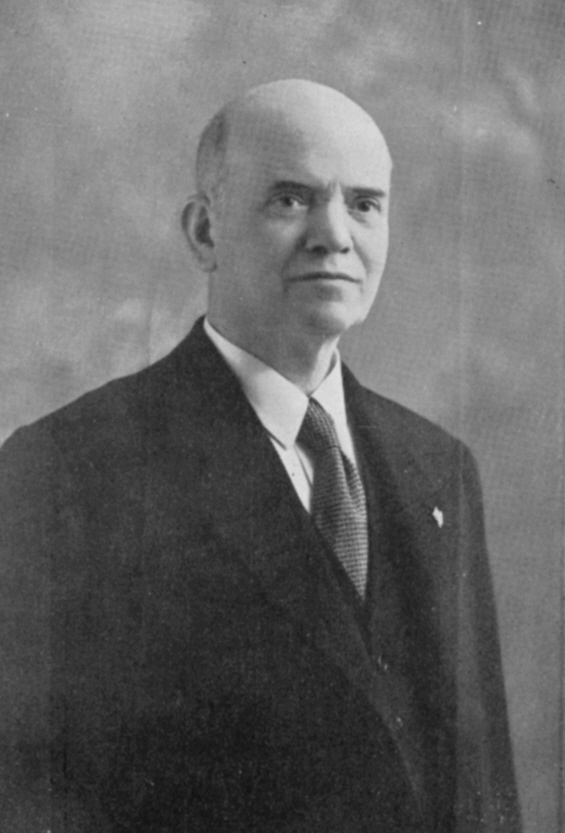
Quirino Majorana

Quirino Majorana (* 28. Oktober 1871 in Catania; † 31. Juli 1957 in Rieti) war ein italienischer Experimentalphysiker. In seiner langen Karriere als Professor für Physik an der Universität Rom, dem Politecnico di Torino (1916–1921) und der Universität Bologna (1921–1934) untersuchte er viele Phänomene aus unterschiedlichen Teilgebieten der Physik.

## Wirken
Quirino Majorana unternahm eine Reihe von sehr genauen Experimenten zur Abschirmung der Gravitation von 1918 bis 1922. Majoranas Experimente zeigten seiner Ansicht nach, dass Quecksilber und Blei als ein Schirm fungieren und die Gravitation der Erde leicht abschwächen können. Jedoch konnte sein Ergebnis bis heute nicht reproduziert werden (wobei eine exakte Reproduktion des genauen Versuchsaufbaues von Majorana bislang allerdings nicht vorliegt). Auch wurde eingewandt, dass eine mögliche Abschirmung, wenn sie existiert, um einige Größenordnungen kleiner sein müsse, als Majorana dies gemessen hat, ansonsten käme es zu Konflikten mit diversen astronomischen Fakten. Nach derzeitigem Kenntnisstand widerspricht jegliche Abschirmung der Gravitation dem Äquivalenzprinzip der Allgemeinen Relativitätstheorie von Albert Einstein, welches bislang bei allen Experimenten bestätigt wurde.
Majorana war skeptisch was die Spezielle Relativitätstheorie betrifft und versuchte 1918–1919, das Postulat der Konstanz der Lichtgeschwindigkeit zu widerlegen. Dies gelang ihm jedoch nicht, was dazu führte, dass seine Experimente zu einer Stütze der SRT wurden. Majorana bestätigte ebenso das Newtonsche Gravitationsgesetz mit großer Genauigkeit.
In späteren Arbeiten in Bologna wurde er durch die Korrespondenz mit seinem Neffen Ettore Majorana beeinflusst.

## Publikationen (Auswahl)
- Su di un fenomeno fotoelettrico constabile con gli audion. In: Rendiconti Accademia dei Lincei. Band 7, 1928, S. 801–806 (italienisch).
- Azione della luce su sottili lamine metalliche. In: La Ricerca Scientifica National Research Council. Band 1, 1935 (italienisch).
- Agli albori dell'eletricità. Galvani e la scienza moderna. In: Sapere. Oktober 1937, S. 261–265 (italienisch).
- Ulteriori ricerche sull'azione della luce su sottili lamine metallische. In: Il Nuovo Cimento. Band 15, 1938, S. 573–593 (italienisch).